# 臺灣光唇魚
臺灣石𩼧（学名： (Günther, 1868)），又稱台灣光唇魚，俗名石斑、石𩼧、秋斑、石賓（台東）（同種異名： (Regan, 1908)），為輻鰭魚綱鯉形目鯉科光唇鱼属的其中一種鱼类，普遍分布於台灣西部各河川，主要棲息於溪流中游。跟分布于浙江灵江水系的厚唇光唇鱼（俗名火烧鲮、花鱼、石花鱼）屬同一物种。两者口唇结构的差别，可能是两性异形。

## 亚种
- 长鳍光唇鱼（Acrossocheilus iridescens longipinnis）

## 分布
本魚分布于亞洲大陸长江水系、浙江钱塘江、福建汀江、以及台湾西部的溪流（東部溪流乃後期人工放養而非原生:86-87）和海南島等。该物种的模式产地为台湾。

## 深度
水深0至10公尺。

## 特徵
本魚體略呈圓柱狀，吻圓鈍稍突出，口下位，下頷前端露出唇外，上下唇在口角相連，下唇分左右2瓣，具2對鬚。體被中圓鱗，側線明顯，側線鱗38-41枚，體褐色，具7條黑橫帶，以幼魚最明顯；成魚體色變深，橫帶較模糊。尾鰭叉形，繁殖期雌雄魚吻部皆具追星，體長可達20公分。

## 生態
本魚為初級性淡水魚:86-87，棲息於河川中游水流湍急、溶氧較高且清澈的溪流及深潭中。成魚常躲藏在石縫中，幼魚則終日在沿岸及石頭間穿梭，性兇悍。屬雜食性，以附著藻及水生昆蟲為食。

## 經濟利用
為食用魚，紅燒及油炸皆宜，為遊釣魚類，其魚卵有毒，誤食會引起腹瀉、頭暈及嘔吐。

## 扩展阅读
維基物種上的相關：石賓光唇魚